# Zaïna Méresse
Zaïna Méresse, de soltera Zaïna Boinali (Bandrélé isla de Grande Terre, 18 de junio de 1935-Mamoudzou, 11 de abril de 2014) fue una lideresa mayotesa, del movimiento de mujeres de Mayotte que reclamaban la integración de Mayotte dentro de Francia.

## Biografía
Zaïna Boinali nació el 18 de junio de 1935 en Bandrélé, en la isla de Grande-Terre, en Mayotte.
Se involucró en la década de 1960 para que Mayotte siguiera siendo francesa durante la independencia de las Comoras. Con ella, otras mujeres, como Coco Djoumoi y Boueni M'Titi, decidieron realizar acciones comando contra las autoridades provenientes de Gran Comora, recurriendo a un medio de acción original para repelerlos . Su intención era reducir la influencia en Mayotte de las otras islas del archipiélago de Comoras y poder tener una cercanía territorial con Francia. Se llamaban a sí mismas «las cosquilleadoras», de las cuales Zaïna Méresse fue una de las combatientes históricas, y una personalidad emblemática. Al estar casada con un metropolitano (nacido en Francia), hablaba francés, a diferencia de las demás activistas, lo que le permitía escribir cartas a las autoridades, y también conceder numerosas entrevistas para relatar su experiencia dentro del movimiento, contribuyendo a publicitarlo.
Posteriormente se comprometió con la departamentalización de Mayotte.
Falleció el 11 de abril de 2014 en Mayotte.

## Reconocimientos
- 2013 :  Oficial de la Orden nacional de la Legión de Honor[10]
- 2004 :  Caballero de la Orden nacional de la Legión de Honor[11]
- 1994 :  Oficial de la Orden nacional del Mérito
- 1978 :  Caballero de la Orden nacional del Mérito[12]